# Клевозавр
Клевозавр (лат. Clevosaurus) — викопний рід рептилій з родини гатерієві (Sphenodontidae), відомий з тріасових і юрських покладів Нової Шотландії, Великої Британії, (Clevosaurus bairdi) і Юньнаня (Clevosaurus mcgilli). Clevosaurus був майже у всьому схожий на сучасну гатерію. Ці два роди відрізняються лише деякими особливостями будови зубів і анатомією черепа, а також розміром.

## Опис

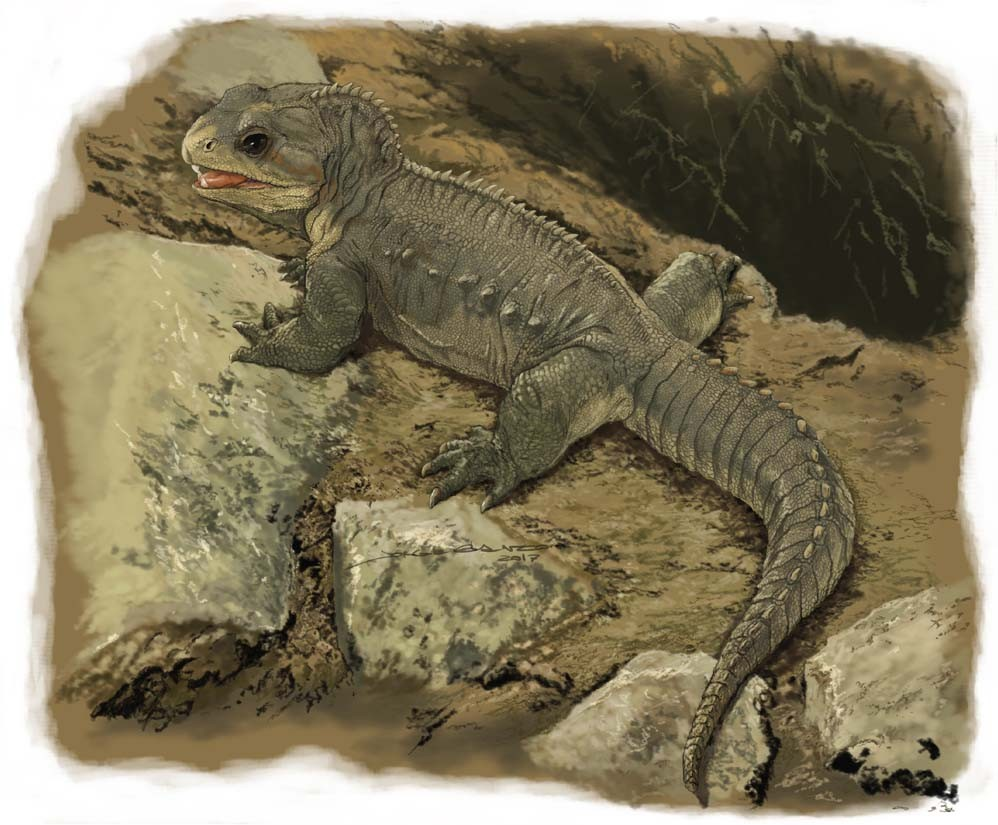
Художня реконструкція Clevosaurus hadroprodon

Clevosaurus був менший, ніж сучасна гатерія. Clevosaurus, можливо, їв рослини, а також комах. Ця теорія була створена на основі форми зубів. Викопний Clevosaurus, а також інші гатерії, ранні ссавці та динозаври були знайдені в стародавніх печерних системах Великої Британії. Зараз вважається, що клевозавр був поширений по всій Пангеї.
Деякі скам'янілості з Південної Америки, знайдені у 2006 році в геопарку Paleorrota, були виділені в новий вид клевозавр бразильський (лат. Clevosaurus brasiliensis). Один з нових видів роду був названий Clevosaurus sectumsempra на честь заклинання з книги про Гаррі Поттера.
Вид Clevosaurus sectumsempra, ймовірно, жив у відносно ворожому для нього середовищі, оскільки у знайдених особин присутня велика кількість загоєних переломів. Можливо, що тварини билися один з одним через малу кількість їжі або, можливо, вони полювали один на одного, від чого ламалися кістки, проте деякі особини виживали і їх зламані кістки зцілювалися. У тварини були зуби, які постійно самі загострювалися, що й знайшло своє відображення в його назві. У перекладі з латині «sectumsemper» означає «завжди ріжучий». Це також відсилання до персонажа Северуса Снейпа з книг про Гаррі Поттера, який створив заклинання під назвою «sectumsempra».